# Steinmetzschaltung
Die Steinmetzschaltung, benannt nach Charles P. Steinmetz, ist eine elektrische Schaltung zum Betrieb von  Drehstrom-Asynchronmotoren an einem einphasigen Wechselstromnetz. Die Schaltung wird nur bei kleineren Drehstrom-Asynchronmaschinen mit Kurzschlussläufer bis 2 kW angewendet.

## Grundlagen
Ein Drehstrommotor wird normalerweise mit  Drehstrom versorgt, dessen drei Phasen mit je 120° Phasenverschiebung im Stator ein Drehfeld erzeugen, das im Rotor ein entsprechendes Drehmoment erzeugt und ihn in Rotation versetzt. Steht allerdings nur Wechselstrom zur Verfügung, fehlt zur Drehfelderzeugung die dritte Phase und der Motor würde nicht selbsttätig anlaufen. Mit einem Kondensator als Phasenschieber wird in der Steinmetzschaltung eine „Hilfsphase“ erzeugt, die die fehlende dritte Phase ersetzt.  Da ihre Phasenverschiebung jedoch weniger als die optimalen 120° beträgt und ihre Spannung niedriger als die der Hauptphase ist, ist das Drehmoment und die Leistung des Motors geringer als bei echtem Drehstrombetrieb.
Mit der Steinmetzschaltung können bei Inkaufnahme eines gewissen Leistungsverlustes Drehstrommotoren etwa an Haushaltssteckdosen oder an einphasigen Wechselstrom-Hausanschlüssen betrieben werden. Sie ist nicht mit der Schaltung für Kondensatormotoren zu verwechseln, die ebenfalls einen Kondensator verwenden, aber nur zwei Spulen haben.

## Der Betriebskondensator in der Steinmetzschaltung
Für die Steinmetzschaltung muss je nach Nennspannung des Motors Stern- oder Dreieckschaltung, passend zur vorhandenen Netzspannung, vorgenommen werden. In Europa sind das üblicherweise 230 V. Als Betriebskondensator ist ein Metallpapierkondensator oder ein Polypropylen-Folienkondensator mit selbstheilenden Eigenschaften üblich, der je nach gewünschter Drehrichtung von einer der beiden speisenden Klemmen zur dritten freien Klemme angeschlossen wird. Die Kapazitätsgröße des Kondensators hängt sowohl von der Motorleistung als auch von der Betriebsspannung des Motors ab. In diversen Fachbüchern und Foren wird mit Bezug auf die vor Jahren zurückgezogene DIN 48501 ein Richtwert von ca. 70 µF je 1 kW Motorleistung für eine Betriebsspannung von 230 V empfohlen. Die allgemeine Formel für die Berechnung des Betriebskondensators mit der Kapazität C und einer Leistung P des Elektromotors an der Nennspannung U lautet:
{\displaystyle C={\frac {2P}{{\sqrt {3}}\,\omega \,U^{2}}}}
mit Kreisfrequenz {\displaystyle \omega }.
Durch den Kondensator wird eine Hilfsphase erzeugt. Diese hat allerdings anstatt 120° nur eine Phasenverschiebung von weniger als 90°. Es wird also nur ein elliptisches Drehfeld erzeugt, das jedoch ausreicht, um dem Motor eine Drehrichtung vorzugeben, sodass er selbstständig anläuft. Allerdings hat der Motor dadurch auch einen welligen Drehmomentverlauf und es entstehen je nach abgefordertem Drehmoment Brummgeräusche mit der doppelten Netzfrequenz. Der Kondensator und die Spule des Motors bilden zusammen einen Reihenschwingkreis. Im Betrieb entsteht am Kondensator daher eine höhere Spannung als die Netzspannung. Damit er nicht zerstört wird, sollte er wie beim Kondensatormotor für 400…450 V Wechselspannung ausgelegt sein. Bedingt durch den Kondensator sind die Ströme in den einzelnen Strängen unterschiedlich groß. Der Anlaufstrom des Motors ist vom erforderlichen Drehmoment abhängig und beträgt ein Mehrfaches des Nennstromes. Da es durch den Betrieb größerer Motoren zu verstärkten einphasigen Belastungen des Netzes kommt, ist die Erlaubnis zum Betrieb von Motoren mit Steinmetzschaltung je nach Versorger auf 1,5 kW begrenzt.

## Schaltungsbeispiele
Bei der Steinmetzschaltung kann der Motor, je nach zulässiger Strangspannung, sowohl im Dreieck als auch im Stern betrieben werden. In der Praxis wird die Dreieckschaltung mit ihren Varianten bei 230 V Wechselstrom am häufigsten verwendet, weil sich derselbe Motor durch Entfernen des Kondensators und Umstellung auf Sternschaltung dann auch normal an 400 V Drehstrom betreiben lässt.

Dreieckschaltung
Dreieckschaltung mit Richtungsumkehr
Dreieckschaltung mit Anlaufkondensator
Sternschaltung

## Drehmoment und Leistung
Das Anlauf-Drehmoment eines Motors in Steinmetzschaltung ist deutlich geringer als beim Betrieb mit Dreiphasenwechselstrom. Je nach Größe des Betriebskondensators liegt das Anlaufmoment MA zwischen 20 % und 50 % – im Durchschnitt bei etwa 30 % – des Nennmoments MN.
Ist das erforderliche Anlauf-Drehmoment höher, kann während des Anlaufs ein Anlaufkondensator CA parallel zum Betriebskondensator CB geschaltet werden. Die Kapazität des Anlaufkondensators kann doppelt so hoch sein wie die des Betriebskondensators. Nach dem Hochlaufen muss der Anlaufkondensator jedoch abgeschaltet werden, da sonst die Wicklung des Motors überhitzt würde (z. B. mittels Fliehkraftschalter oder Zeitrelais). Durch den Anlaufkondensator kann das Anlaufmoment auf nahezu 100 % gesteigert werden. In der Regel wird der Kondensator jedoch so bemessen, dass das Anlaufmoment bei 90 % liegt.
Für einen Schweranlauf sind Drehstrommotoren in Steinmetzschaltung nicht geeignet, da zum einen die Wicklungen beim Anfahren schon stark belastet werden und zum anderen die o. g. Anlaufhilfe selbst gefährdet ist zu überhitzen. Meist werden bipolare Elektrolytkondensatoren hierfür verwendet, für welche nur der Kurzzeitbetrieb zulässig ist.
Die Leistung eines in Steinmetzschaltung betriebenen Drehstrommotors liegt bei etwa 80 % der Motornennleistung.

## Anwendung der Steinmetzschaltung
Die Steinmetzschaltung eignet sich für Anwendungsfälle ohne Drehstrom-Anschluss oder für Maschinen, bei denen man die Drehrichtung sicher einhalten möchte und kein Kondensatormotor zur Verfügung steht. Der Nachteil der Steinmetzschaltung ist, dass das Drehmoment, insbesondere das Anlaufdrehmoment, geringer ist. Um die gleiche Leistung zu erreichen, muss schlicht ein größerer Motor eingesetzt werden. Die Steinmetzschaltung ist wie auch der Kondensatormotor aus technischen und ökonomischen Gründen auf Antriebe mit einer Leistung bis ca. zwei Kilowatt beschränkt. Der Betriebskondensator ist bei größeren Motoren ein erheblicher Kostenfaktor und auch eine Unzuverlässigkeitsquelle.
Mit dem Aufkommen der Frequenzumrichter wurde das Anwendungsgebiet weiter eingeschränkt, denn dieser kann aus einer Gleich- oder Wechselspannung den für einen Drehstrommotor benötigten 3-Phasen-Wechselstrom erzeugen. Damit ist es ebenfalls möglich, einen Drehstrommotor an einer einphasigen Anlage zu betreiben. Jedoch ist dies aufgrund der vielen Funktionen und Sanftanlaufeigenschaften des Frequenzumrichters mit neuen Kosten verbunden.
Zum Antrieb von Betonmischern, Ventilatoren, Futtermixern, älteren Waschmaschinen und Umwälzpumpen von Heizungsanlagen wird teilweise die Steinmetzschaltung verwendet. Ältere Waschautomaten verwendeten polumschaltbare Motoren für den Wasch- und Schleudergang. Hier ist die Schaltung z. B. so aufgebaut, dass eine sechzehnpolige, zum Waschen verwendete Wicklung dreisträngig, die kräftige zweipolige Schleuderwicklung jedoch zweisträngig ausgeführt ist. Der ohnehin notwendige große Kondensator wurde somit sowohl zum Waschen (Steinmetzschaltung) als auch zum Schleudern (Kondensatormotor) verwendet.